# AZ Водолея
AZ Водолея (лат. AZ Aquarii) — одиночная переменная звезда в созвездии Водолея на расстоянии (вычисленном из значения параллакса) приблизительно 18574 световых лет (около 5695 парсеков) от Солнца. Видимая звёздная величина звезды — от +15,6m до +14,7m.

## Характеристики
AZ Водолея — жёлто-белая пульсирующая переменная звезда типа RR Лиры (RR) спектрального класса F. Эффективная температура — около 7188 К.